# ماوشباخ
ماوشباخ (به آلمانی: Mauschbach) یک شهر در آلمان است که در زودوستپفالتس واقع شده‌است. ماوشباخ ۲۸۲ نفر جمعیت دارد.